# Рецењак
Рецењак (словен. Recenjak) је насељено место у општини Ловренц на Похорју, Подравска регија, Словенија.

## Историја
До територијалне реорганизације у Словенији био је у саставу старе општине Руше.

## Становништво
У попису становништва из 2011. године, Рецењак је имао 182 становника.
| Број становника према пописима | Број становника према пописима | Број становника према пописима |
| ------------------------------ | ------------------------------ | ------------------------------ |
| 1991                           | 2002                           | 2011                           |
| 213                            | 193                            | 182                            |

## Галерија
- језеро, детаљ
- језеро, панорама